# 科学在中国：意义与承诺
《科学在中国：意义与承诺》（英語：Science in China），是时任中共中央总书记、中国国家主席江泽民撰写的社论，于2000年6月30日发表于《科学》期刊。

## 历史
2000年5月17日，江泽民在中南海接受《科学》主编埃利斯·鲁宾斯坦采访，江泽民应邀撰写了社论。

## 内容
社论论述了中国发展科学技术的构想，并表达了中国政府对科技发展的支持。

## 评价
《光明日报》评论称，社论集中地反映了中国共产党人对科学的理解、认识和态度。